# West Pittston
West Pittston est un borough situé au nord-est du comté de Luzerne, en Pennsylvanie, aux États-Unis,. En 2010, il comptait une population de 4 868 habitants, estimée au 1er juillet 2020 à 4 783 habitants. Le borough est incorporé en 1857.

## Démographie
Lors du recensement de 2010, le borough comptait une population de 4 868 habitants. Elle est estimée, en 2020, à 4 783 habitants.

### Source de la traduction
- (en) Cet article est partiellement ou en totalité issu de l’article de Wikipédia en anglais intitulé « West Pittston, Pennsylvania » (voir la liste des auteurs).